# Liste antiker Ortsnamen und geographischer Bezeichnungen/Cn
| Lateinischer Name | Griechischer Name                  | Beschreibung         | Heute | Quellen und Verweise | Lage |
| ----------------- | ---------------------------------- | -------------------- | --- | -------------------- | ---- |
| Cnacalus Mons     |                                    |                      | | Smith;               |      |
| Cnacion           |                                    |                      | | Smith;               |      |
| Cnausum           |                                    |                      | | Smith;               |      |
| Cnemides          |                                    |                      | | Smith;               |      |
| Cnemis            |                                    |                      | | Smith;               |      |
| Cnidus            | Κνίδος (Knidos)                    | Hafenstadt in Karien | auf der Spitze der südwesttürkischen Halbinsel Reşadiye, etwa 35 km von Datça entfernt gegenüber der griechischen Insel Kos | PECS; Smith;         |      |
| Cnopupolis        |                                    |                      | | Smith;               |      |
| Cnopus            |                                    |                      | | Smith;               |      |
| Cnossus, Cnosus   | Κνωσσός (Knōssos), Κνωσός (Knōsos) | Ort auf Kreta        | 5 km südlich von Iraklio | PECS; Smith;         |      |